# Barycnemis tarsator
Barycnemis tarsator är en stekelart som beskrevs av Andrey Ivanovich Khalaim 2004. Barycnemis tarsator ingår i släktet Barycnemis och familjen brokparasitsteklar. Inga underarter finns listade.